# كريستوفر شميت
كريستوفر شميت (بالإنجليزية: Christopher Schmitt)‏ هو مصمم أمريكي، ولد في 24 أغسطس 1967.